# 추이텔 에지오포
추이텔 에지오포(영어: Chiwetel Ejiofor, CBE, /ˈtʃuːətɛl ˈɛdʒioʊfɔːr/, 1977년 7월 10일 ~ )는 잉글랜드의 배우이다. 《노예 12년》에서의 솔로몬 노섭 역으로 영국 아카데미상 남우주연상을 받았다.
런던 아카데미 오브 뮤직 앤드 드라마틱 아트(LAMDA)에서 수학한 뒤 연극 무대에서 활동하다가, 스티븐 스필버그 감독의 영화 《아미스타드》의 조역으로 데뷔하였다.
《더티 프리티 씽》, 《세레니티》, 《칠드런 오브 맨》, 《2012》, 《노예 12년》, 《마션》, 《닥터 스트레인지》에 출연하였다.

## 출연작 목록

### 영화
| 연도 | 제목                               | 원제                                        | 배역                     | 비고        |
| ---- | ---------------------------------- | ------------------------------------------- | ------------------------ | ----------- |
| 1997 | 아미스타드                         | Amistad                                     | 제임스 커비              |             |
| 2002 | 더티 프리티 씽                     | Dirty Pretty Things                         | 오퀘                     |             |
| 2003 | 러브 액츄얼리                      | Love Actually                               | 피터                     |             |
| 2003 | 십이야                             | Twelfth Night, Or What You Will             | 오시노                   |             |
| 2004 | 그녀는 날 싫어해                   | She Hate Me                                 | 프랭크 윌스              |             |
| 2004 | 멜린다 앤 멜린다                   | Melinda and Melinda                         | 엘리스                   |             |
| 2005 | 4 브라더스                         | Four Brothers                               | 빅터 스위트              |             |
| 2005 | 세레니티                           | Serenity                                    | The Operative            |             |
| 2005 | 킨키 부츠                          | Kinky Boots                                 | 사이먼 / 롤라            |             |
| 2006 | 인사이드 맨                        | Inside Man                                  | 빌 미첼 형사             |             |
| 2006 | 칠드런 오브 맨                     | Children of Men                             | 루크                     |             |
| 2007 | 톡 투 미                           | Talk to Me                                  | 듀이 휴스                |             |
| 2007 | 아메리칸 갱스터                    | American Gangster                           | 휴이 루커스              |             |
| 2009 | 2012                               | 2012                                        | 에이드리언 헬름즐리 박사 |             |
| 2010 | 솔트                               | Salt                                        | 피보디                   |             |
| 2013 | 사바나                             | Savannah                                    | 크리스마스 몰트리        |             |
| 2013 | 노예 12년                          | 12 Years a Slave                            | 솔로몬 노섭              |             |
| 2013 | 태양은 노랗게 타오른다             | Half of a Yellow Sun                        | 오데니그보               |             |
| 2015 | 최후의 Z                           | Z for Zachariah                             | 루미스                   |             |
| 2015 | 마션                               | The Martian                                 | 빈센트 카푸어            |             |
| 2015 | 시크릿 인 데어 아이즈              | Secret in Their Eyes                        | 레이                     |             |
| 2016 | 트리플 9                           | Triple 9                                    | 마이클 애트우드          |             |
| 2016 | 닥터 스트레인지                    | Doctor Strange                              | 카를 모르도              |             |
| 2018 | 셜록 놈즈                          | Sherlock Gnomes                             | 왓슨 박사                | 애니메이션  |
| 2018 | 그날이 오면                        | Come Sunday                                 | 칼턴 피어슨              |             |
| 2019 | 라이온 킹                          | The Lion King                               | 스카                     | 애니메이션  |
| 2019 | 말레피센트 2                       | Maleficent: Mistress of Evil                | 코널                     |             |
| 2019 | 바람을 길들인 풍차소년             | The Boy Who Harnessed the Wind              | 트리웰 캄쾀바            | 감독, 주연  |
| 2019 | 코끼리 여왕                        | The Elephant Queen                          | 내레이션                 | 다큐멘터리  |
| 2020 | 올드 가드                          | The Old Guard                               | 코플리                   |             |
| 2021 | 락다운                             | Lockdown                                    | 팩스턴                   |             |
| 2021 | 인피니트                           | Infinite                                    | 배서스트 2020            |             |
| 2021 | 스파이더맨: 노 웨이 홈             | Spider-Man: No Way Home                     | 카를 모르도              | 카메오      |
| 2022 | 닥터 스트레인지: 대혼돈의 멀티버스 | Doctor Strange in the Multiverse of Madness | 카를 모르도              |             |
| 2023 | 팟 제너레이션                      | The Pod Generation                          | 앨비 노비                |             |
| 2024 | 롭 피스                            | Rob Peace                                   | 스키트 더글러스          | 본인 연출작 |
| 2024 | 척의 일생                          | The Life of Chuck                           | 마티 앤더슨              |             |
| 2024 | 베놈: 라스트 댄스                  | Venom: The Last Dance                       | 렉스 스트리클런드        |             |
| 2025 | 브리짓 존스의 일기: 뉴 챕터        | Bridget Jones: Mad About the Boy            | 월래커 씨                |             |
| 2025 | 올드 가드 2                        | The Old Guard 2                             | 코플리                   | 제작중      |
| 2027 | 피와 뼈의 아이들                   | Children of Blood and Bone                  | 사란 왕                  | 제작중      |
| 미정 | 위대한 엘리너                      | Eleanor the Great                           | 미정                     | 제작중      |

## 수상 경력
- 2000년 영국 연극 비평가 협회상(Critics' Circle Theatre Award) 신인상
- 2000년 런던 이브닝 스탠더드 시어터 어워드 신인상
- 2002년 이브닝 스탠더드 영국영화상 남우주연상
- 2003년 제6회 영국 독립 영화상 남우주연상
- 2003년 제8회 샌디에이고 영화 비평가 협회상 남우주연상
- 2003년 제2회 워싱턴 D.C. 영화 비평가 협회상 남우주연상
- 2004년 블랙릴 어워드 남우주연상
- 2006년 몬테카를로 텔레비전 페스티벌 미니시리즈부문 남우주연상
- 2007년 제5회 아프리카계 미국인 비평가 협회상(African-American Film Critics Association Awards) 남우조연상
- 2008년 제23회 인디펜던트 스피릿 어워드 남우조연상
- 2008년 로런스 올리비에상 남우주연상
- 2013년 제3회 AACTA 인터내셔널 어워드 남우주연상
- 2013년 제34회 보스턴 영화 비평가 협회상 남우주연상
- 2013년 제26회 시카고 영화 비평가 협회상 남우주연상
- 2013년 제18회 플로리다 영화 비평가 협회상 남우주연상
- 2013년 제12회 샌프란시스코 영화 비평가 협회상 남우주연상
- 2013년 제12회 워싱턴 D.C. 영화 비평가 협회상 남우주연상
- 2013년 제9회 오스틴 영화 비평가 협회상 남우주연상
- 2013년 제7회 휴스턴 영화 비평가 협회상 남우주연상
- 2013년 아이오와 영화 비평가 협회상 남우주연상
- 2013년 오클라호마 영화 비평가 협회상 남우주연상
- 2013년 인디애나 영화 비평가 협회상 남우주연상
- 2013년 노스캐롤라이나 영화 비평가 협회상 남우주연상
- 2013년 유타 영화 비평가 협회상 남우주연상
- 2013년 조지아 영화 비평가 협회상 남우주연상
- 2013년 캔자스시티 영화 비평가 협회상 남우주연상
- 2013년 세인트루이스 게이트웨이 영화 비평가 협회상 남우주연상
- 2013년 남동부 영화 비평가 협회상 남우주연상
- 2013년 센트럴오하이오 영화 비평가 협회상 남우주연상
- 2013년 UK 리저널 크리틱스 필름 어워드(UK Regional Critics' Film Awards) 남우주연상
- 2013년 여성 영화 비평가 협회상 남우주연상
- 2013년 여성 영화 비평가 협회상 영화 속 남성이미지상
- 2013년 여성 영화 저널리스트 연합상(Alliance of Women Film Journalists Awards) 잊지못할 순간상
- 2013년 블랙 필름 비평가 협회상 남우주연상
- 2013년 스크린 네이션 필름 & 텔레비전 어워드 영화부문 남우주연상
- 2013년 빌리지 보이스 필름 폴 어워드 남우주연상
- 2013년 IGN's '베스트 오브' 어워드 영화부문 남우주연상
- 2013년 제13회 온라인 영화 비평가 협회상 남우주연상
- 2013년 뉴욕 온라인 영화 비평가 협회상 남우주연상
- 2013년 보스턴 온라인 영화 비평가 협회상 남우주연상
- 2014년 제67회 영국 아카데미 영화상 남우주연상
- 2014년 제34회 런던 영화 비평가 협회상 남우주연상
- 2014년 제11회 아이리시 필름 & 텔레비전 어워드 국제부문 남우주연상
- 2014년 블랙릴 어워드 남우주연상
- 2014년 블랙릴 어워드 TV영화/케이블부문 남우주연상

## 서훈
- 2008년 대영 제국 훈장 4등급(OBE)[1]
- 2015년 대영 제국 훈장 3등급(CBE)[2]